# Jornadas sobre Ganado de Lidia y Tauromaquia
Las Jornadas sobre Ganado de Lidia y Tauromaquia es un congreso monográfico sobre la ganadería de Lidia y la tauromaquia destinado al público en general. Se celebra en Pamplona desde 1999 y cuenta con la colaboración de profesionales, expertos y docentes especializados en la temática.
A las jornadas acuden como ponentes y moderadores, tanto toreros y personajes ilustres del mundo taurino, como políticos, catedráticos de universidad y profesores de FP, veterinarios o ganaderos, entre otras personalidades.

## Objetivos
Presentar a estudiantes, ganaderos, profesionales, aficionados y a todas las personas interesadas en el ganado de Lidia en general, algunos aspectos relevantes de la cría y de la explotación de este tipo de ganado.

## Organización
Estas jornadas se organizan de forma conjunta por las áreas de Producción Animal de la Escuela Técnica Superior de Ingenieros Agrónomos de la Universidad Pública de Navarra y la Escuela Técnica Superior de Ingenieros Agrónomos de la Universidad Politécnica de Madrid.
Como directores del evento se encuentran:
- Antonio Purroy Unanua, por parte de la UPNA.
- Carlos Buxadé Carbó, por parte de la UPM.

La secretaría de la organización la compone el profesor catedrático de universidad José Antonio Mendizábal Aizpuru.

## Lugar de celebración
El desarrollo se lleva a cabo en el Campus Arrosadía de Pamplona, en concreto en la Sala de Grados del Edificio Departamental de los Olivos, dentro de las instalaciones de la Escuela Técnica Superior de Ingenieros Agrónomos de la Universidad Pública de Navarra.
La XI de las jornadas, últimas jornadas celebradas, se llevaron a cabo los días 21 y 22 de febrero de 2020 en el Aula Fernando Remacha (Anexo 04), del edificio El Sario.

## Inscripciones
La inscripción incluye cafés, comida, libro con las ponencias y diploma de las Jornadas.

El coste es:

- Menores de 25 años: 40 euros.

- Aficionados, Técnicos y Ganaderos: 80 euros.

## Publicaciones
Tras la celebración de cada edición, se he llevado a cabo una publicación.
Cada uno de estos libros recoge las intervenciones y las ponencias presentadas en la correspondiente edición.

## Actividades paralelas
La XI de las jornadas, que se celebradas los días 21 y 22 de febrero de 2020, tuvo lugar otras actividades paralelas como la presentación de la Agenda Taurina 2020 por parte del editor Vidal Pérez Herrero, así como también la presentación del libro “Toro y Tauromaquia” de Gorka Azpilicueta-Arsenio Ramírez.